# Menja ėto ne kasaetsja...
Menja ėto ne kasaetsja... (in cirillico Меня это не касается…, lett. "Non mi riguarda") è un film del 1976 diretto da Gerbert Moricevič Rappaport.

## Trama
Il direttore della fabbrica di tessitura, Kartašov, è morto in un incidente d'auto. Le circostanze della sua morte danno motivo agli organi per gli affari interni di iniziare a controllare la documentazione di fabbrica. A tal fine, l'ispettore senior di OBKhSS Šubnikov proviene da Mosca sotto le spoglie di un rappresentante dell'Istituto di ricerca dell'industria leggera.